# Joaquín Gómez (Leichtathlet)
Joaquín Gómez (* 14. Oktober 1996 in Avellaneda) ist ein argentinischer Leichtathlet, der sich auf den Hammerwurf spezialisiert hat. Seinen größten Erfolg feierte er mit dem Gewinn der Goldmedaille bei den Südamerikaspielen 2018 in Cochabamba sowie dem Südamerikameistertitel 2025 in Mar del Plata.

## Sportliche Laufbahn
Erste internationale Erfahrungen sammelte Joaquín Gómez im Jahr 2012 bei den Jugendsüdamerikameisterschaften in Mendoza, bei denen er mit dem 5-kg-Hammer mit neuem Meisterschaftsrekord von 81,15 m die Goldmedaille gewann. Im Jahr darauf schied er aber bei den Jugendweltmeisterschaften in Donezk ohne einen gültigen Versuch in der Qualifikation aus und erreichte anschließend bei den Panamerikanischen-Juniorenmeisterschaften in Medellín mit 50,42 m mit dem 6-kg-Hammer Rang 14, ehe er bei den Juniorensüdamerikameisterschaften in Resistencia mit einem Wurf auf 70,90 m die Goldmedaille gewann. 2014 belegte er bei den Juniorenweltmeisterschaften in Eugene mit 73,67 m den achten Platz und siegte anschließend bei den U23-Südamerikameisterschaften in Montevideo mit 67,98 m. 2015 verteidigte er bei den Juniorensüdamerikameisterschaften in Cuenca mit neuem Meisterschaftsrekord von 80,59 m erfolgreich seinen Titel und gewann bei den Panamerikanischen-Juniorenmeisterschaften in Edmonton mit einer Weite von 73,65 m die Bronzemedaille. 
2015 belegte Gómez bei den Ibero-Amerikanischen Meisterschaften in Rio de Janeiro mit 67,34 m den fünften Platz und gewann bei den U23-Südamerikameisterschaften in Lima mit 71,56 m die Silbermedaille. Im Jahr darauf wurde er bei den Südamerikameisterschaften in Luque mit 70,96 m Vierter und nahm anschließend erstmals an der Sommer-Universiade in Taipeh teil, bei der er mit 69,49 m im Finale auf den neunten Platz gelangte. 2018 siegte er bei den Südamerikaspielen in Cochabamba mit einer Weite von 75,10 m, womit er sowohl einen neuen Spielerekord aufstellte als auch den Südamerikanischen-U23-Rekord übertraf. Anschließend gewann er bei den Ibero-Amerikanischen Meisterschaften in Trujillo mit 74,64 m die Silbermedaille hinter dem Spanier Javier Cienfuegos und auch bei den U23-Südamerikameisterschaften in Cuenca gewann er mit neuer Bestleistung von 75,96 m die Silbermedaille, diesmal hinter dem Chilenen Humberto Mansilla. Bei den Leichtathletik-Südamerikameisterschaften 2019 in Lima gelangte er mit 71,47 m erneut auf den vierten Platz und erreichte anschließend bei den Panamerikanischen Spielen ebendort mit 73,92 m Rang fünf. Anfang Oktober nahm er an den Weltmeisterschaften in Doha teil, gelangte dort mit 70,17 m aber nicht bis in das Finale. 2021 gewann er bei den Südamerikameisterschaften in Guayaquil mit 71,32 m die Bronzemedaille hinter den Chilenen Humberto Mansilla und Gabriel Kehr. Im Jahr darauf gelangte er bei den Ibero-Amerikanischen Meisterschaften in La Nucia mit 68,06 m auf den sechsten Platz und schied anschließend bei den Weltmeisterschaften in Eugene mit 69,03 m in der Qualifikationsrunde aus. Im Oktober gewann er dann bei den Südamerikaspielen in Asunción mit einem Wurf auf 73,56 m die Bronzemedaille hinter den Chilenen Kehr und Mansilla. 
2023 gewann er bei den Südamerikameisterschaften in São Paulo mit 73,77 m die Bronzemedaille hinter den Chilenen Humberto Mansilla und Gabriel Kehr und schied anschließend bei den Weltmeisterschaften in Budapest mit 72,77 m in der Qualifikationsrunde aus. Im November belegte er bei den Panamerikanischen Spielen in Santiago de Chile mit 72,36 m den siebten Platz. Im Jahr darauf gelangte er bei den Ibero-Amerikanischen Meisterschaften in Cuiabá mit 66,37 m auf Rang zehn. Anschließend verpasste er bei den Olympischen Sommerspielen in Paris mit 72,10 m den Finaleinzug. 2025 siegte er mit 77,69 m bei den Südamerikameisterschaften in Mar del Plata und stellte damit einen neuen Meisterschaftsrekord auf.
In den Jahren 2016 und von 2018 bis 2025 wurde Gómez argentinischer Meister im Hammerwurf.